# 충청북도교육도서관
충청북도교육도서관(忠淸北道敎育圖書館)은 대한민국 충청북도 청주시 서원구 충렬로 19에 있는 도서관이다.

## 연혁
- 1979.12.18 충청북도학생회관 개관
- 1983.12.09 충청북도학생회관 설치조례 개정(충청북도학생도서관으로 명칭 변경)
- 1985.08.23 충청북도학생회관 설치조례 개정(충청북도중앙도서관으로 명칭 변경)
- 1989.11.13 신축 이전(청주시 수동 → 사직동)
- 1998.04.09 충청북도교육청지정 지역중심평생학습관
- 2002.01.18 교육인적자원부 지정 지역평생교육정보센터(2002년~2009년)
- 2009.04.20 점자도서관 개관
- 2010.02.01 충청북도교육청 지정 지역평생교육정보센터(2010년~2012년)
- 2014.07.01 홍준기 관장 취임
- 2019. 1. 21 '도교육청 행정기구 설치 조례 일부개정 조례안'에 따라 '충청북도교육도서관'으로 명칭 변경